# Charles Lapworth (giornalista)
Charles Lapworth (Willenhall, 13 giugno 1878 – Los Angeles, 26 ottobre 1951) è stato un giornalista, attivista e sceneggiatore britannico.

## Biografia
Nato a Willenhall, nello Staffordshire, il 13 giugno 1878, figlio di un minatore di carbone, Lapworth nel 1908 viaggiò con Eugene Victor Debs promuovendo la 
Industrial Workers of the World e parlando del socialismo in Gran Bretagna.
Ritornò in patria in occasione delle elezioni generali nel Regno Unito del gennaio 1910, presentandosi nel collegio di Sheffield Brightside per il 
Social Democratic Party, ma ottenne solo il 4,7% dei voti. Si recò in seguito in Italia con la moglie per informarsi sul locale movimento socialista e scrisse Tripoli and the Young Italy con Helen Zimmern.
Nel 1912 Lapworth tornò di nuovo in Gran Bretagna per rilevare la direzione del Daily Herald. Sebbene avesse contribuito ad un aumento della tiratura, si rese sgradito all'editore George Lansbury a causa delle forti critiche verso Philip Snowden e venne sostituitò dallo stesso Lansbury alla fine del 1913.
Lapworth lavorò in seguito per un breve periodo al Daily Mail , prima di tornare di nuovo a girare gli Stati Uniti con la famiglia a bordo di una delle prime Ford. Nel 1918 intervistò Charlie Chaplin e lavorò brevemente con lui come autore e consulente per Vita da cani.
Negli anni '20 diresse il Los Angeles Graphic e lavorò come agente di Sam Goldwyn a Londra. Nel 1925 entrò alla Gainsborough Pictures
dove scrisse diverse sceneggiature tra le quali The Sea Urchin, ed il soggetto originale per il film di Alfred Hitchcock L'aquila della montagna. Fu anche direttore di produzione per la Société Générale des Films che realizzò La passione di Giovanna d'Arco.
Nel 1931 tornò a Los Angeles come direttore del Film Quarterly. Tra gli altri suoi progetti vi fu la comproprietà del Rye Courier, un piccolo giornale con sede a Rye (New York).
Nel 1942 Lapworth lanciò il Malibu Bugle, il primo giornale della città.
Morì a Los Angeles, in California il 26 ottobre 1951 lasciando la moglie e due figli.